# Abenteuerland (Lied)
Abenteuerland ist ein Lied der deutschen Pop-Band Pur. Der Song erschien am 21. August 1995 auf ihrem gleichnamigen achten Studioalbum Abenteuerland und wurde am 18. September 1995 als zweite Single aus diesem veröffentlicht.

## Inhalt
In Abenteuerland fordert Pur-Sänger Hartmut Engler den Hörer dazu auf, dem tristen Alltag zu entfliehen, sein inneres Kind wiederzufinden und mit ihm eine Fantasiewelt zu betreten, deren Eintritt den Verstand koste. In dieser Welt, die in die Kindheit zurückführt, sind neben Peter Pan und Captain Hook auch Feuerdrachen, Donnervögel und Engel zuhause. Man solle einfach seinen Gedanken freien Lauf lassen und träumen.

„Komm mit, komm mit mir ins Abenteuerland

Auf deine eigne Reise

Komm mit mir ins Abenteuerland

Der Eintritt kostet den Verstand“

## Produktion
Der Song wurde von dem deutschen Musikproduzenten Dieter Falk produziert. Als Autoren fungierten die Pur-Mitglieder Hartmut Engler und Ingo Reidl.

## Musikvideo
Das zu Abenteuerland gedrehte Musikvideo verzeichnet auf YouTube über 16 Millionen Aufrufe (Stand: Juli 2024). Es zeigt die Band, die den Song in einem Getreidefeld spielt. In einigen Szenen sind Hartmut Engler und weitere Menschen zu sehen, die jeweils aus einem Fenster nachdenklich auf das Feld blicken und sich in ihrem Alltag gefangen zu fühlen scheinen. Schließlich verlassen die Personen den Raum und betreten das Getreidefeld, wobei sie sich jeweils wieder in Kinder verwandeln. Dort springen sie fröhlich und unbeschwert durchs Feld, pflücken Blumen, spielen oder malen Bilder.

## Single

### Covergestaltung
Das Singlecover ist gemalt und zeigt fünf verzierte Ballons sowie Menschen, die zu diesen hinlaufen. Dabei ist die Sequenz fünfmal übereinander zu sehen, wobei oben zwei Menschen (ein Kind und ein Erwachsener) laufen, während unten sechs Menschen (ein Kind und fünf Erwachsene) laufen. Im oberen Teil des Bildes befinden sich die weißen Schriftzüge Pur und Abenteuerland. Im Hintergrund ist blauer Himmel zu sehen.

### Titelliste
1. Abenteuerland (Singleversion) – 4:42
2. Funkelperlenaugen (Videoversion – Live) – 8:32
3. Abenteuerland (Albumversion) – 6:24

### Chartplatzierungen
Abenteuerland stieg am 16. Oktober 1995 auf Platz 78 in die deutschen Singlecharts ein und erreichte zwei Wochen später mit Rang 47 die höchste Platzierung. Insgesamt war der Song elf Wochen lang in den Top 100 vertreten.
| ChartsChartplatzierungen | Höchstplatzierung | Wochen |
| ------------------------ | ----------------- | ------ |
| Deutschland (GfK)        | 47 (11 Wo.)       | 11     |

### Verkaufszahlen und Auszeichnungen
Abenteuerland erhielt im Jahr 2023 in Deutschland für mehr als 250.000 verkaufte Einheiten eine Goldene Schallplatte. Damit zählt es zu den kommerziell erfolgreichsten Liedern der Band. In der ZDF-Sendung Unsere Besten – Jahrhunderthits wurde der Song 2005 auf Platz fünf gevotet.

| Land/Region        | Auszeichnungen für Musikverkäufe (Land/Region, Auszeichnung, Verkäufe) | Verkäufe |
| ------------------ | ---------------------------------------------------------------------- | -------- |
| Deutschland (BVMI) | Gold                                                                   | 250.000  |
| Insgesamt          | 1× Gold ·                                                              | 250.000  |

## Coverversionen
Im Jahr 2024 veröffentlichten die Band SDP zusammen mit Rapper Finch und DJ Phil the Beat eine Coverversion des Songs, mit der sie Platz 29 der deutschen Charts erreichten. Weitere Coverversionen stammen unter anderem von Xavier Naidoo (2015) und Stereoact (2021).